# 沙丘2000
《沙丘2000》是Westwood Studios在1998年发行的一款即时战略游戏，是游戏《沙丘》的续作。该游戏的编程工作不是由Westwood自家完成，而是外包给英国的制作公司Intelligent Games。 
《沙丘2000》是1993年DOS游戏《沙丘2》的续作。主要是在图像方面做出改进以适应90年代末的计算机技术发展，有全新的故事情节，并加入了长达45分钟由真人演绎的FMV过场动画。除图像外，《沙丘2000》还加入了多人游戏模式，可支持四人连线，局域网战斗和遭遇战（称练习模式，Practice）
《沙丘2000》的操作和界面与初代《命令与征服》游戏非常相似，因为采用从《命令与征服95》改进而来的引擎。音效，图像细腻程度和人工智能较原版《命令与征服》和《红警95》稍好，但仍难掩其技术在98年已趋落后的现实（相对于同时代推出，具有全新引擎和游戏模型的《星际争霸》等作品而言）。Westwood对于本作的定位，属于低成本制作（Budget Title）。

## 评价
美国游戏媒体对《沙丘2000》的评分多集中在60分左右（100满分），评论者认为这是一款平庸的作品，在发行时已显现技术落后，且三大家族兵种过于雷同（仅有极少数是特有兵种）。但《沙丘2000》显然取得了商业上的成功，在当时的国内外玩家圈中享有很高的知名度。